# Индокитайски леопард
Индокитайски леопард (Panthera pardus delacouri) е хищен бозайник, член на семейство Коткови, подвид на леопарда. Обитава Югоизточна Азия в район от Китай до Сингапур. Този подвид е с добре изразен меланизъм. Това помага на леопардите добре да се прикриват в тропическата гора.